# Francesco Varicelli
Francesco Varicelli (Pizzo, 7 febbraio 1925 – ...) è stato un calciatore italiano, di ruolo difensore.

## Carriera
Debutta in Serie B nel 1946-1947 con il Savona, squadra per la quale era già tesserato nell'anteguerra, totalizzando 40 presenze.
Nei due anni successivi gioca con la maglia della Cremonese, per un totale di 67 presenze sempre nella seconda categoria.
Dopo un anno alla SPAL, con altre 37 presenze nella serie cadetta, si trasferisce al Livorno dove gioca per tre anni, di cui i primi due in Serie B e l'ultimo in Serie C. In totale conta 129 presenze in sei stagioni disputate in Serie B.